# Elecciones generales de Uruguay de 1984
Las elecciones generales de Uruguay para el periodo 1985-1990 se realizaron el día domingo 25 de noviembre de 1984, marcando un momento histórico para Uruguay: la finalización de la dictadura y el retorno del Uruguay a la democracia. 
Si bien estuvieron teñidas por la existencia de presos políticos (el líder blanco Wilson Ferreira Aldunate estaba preso en el cuartel de Trinidad) y proscritos (como el líder frenteamplista Líber Seregni o el colorado Jorge Batlle, este último proscrito de ser candidato pero no de legislador). De todos modos, estos comicios estuvieron fiscalizados por la Corte Electoral (dirigida por su interventor Nicolás Storace Arrosa), los resultados fueron considerados cristalinos y el pueblo ungió al candidato ganador, el colorado Julio María Sanguinetti, quien asumió el cargo el 1 de marzo de 1985, sustituyendo al anterior titular Rafael Addiego Bruno.
Junto a la elección de Presidente se votó el cargo de vicepresidente, correspondiendo a Enrique Tarigo, y los cargos de los 30 senadores y 99 diputados. El Senado de la XLIIa. Legislatura quedó compuesto por 13 senadores del Partido Colorado, 11 del Partido Nacional y 6 del Frente Amplio. Por su parte, la Cámara de Diputados de dicha legislatura quedó compuesta por 41 diputados colorados, 35 blancos, 21 frenteamplistas y 2 cívicos. No hubo ni una banca ocupada por una mujer al inicio de la legislatura.

## Antecedentes

### Proceso de apertura democrática del régimen de facto
A partir del Golpe de Estado del 27 de junio de 1973 en el Uruguay se instauró un gobierno de facto que fue denominado dictadura cívico-militar y perduró hasta el año 1985 tras un largo proceso de apertura y negociaciones con actores sociales y políticos.
El proceso de apertura comienza en el año 1980, año el que se realizó un plebiscito propuesto por el gobierno militar dictatorial con el objetivo de modificar la Constitución vigente para crear un nuevo régimen constitucional que legitimara la dictadura. La consulta popular se realizó el 30 de noviembre con papeletas de color celeste por el "SÍ" a la reforma y papeletas de color amarillo por el "NO" a la reforma.
El resultado fue una rotunda victoria por la papeleta del "NO" con un 56,83%, mientras que la papeleta del "SÍ" obtuvo un 42,51% y los votos en blanco un testimonial 0,66%. El rechazo popular a la propuesta de reforma de la dictadura desencadenó el proceso de apertura democrática en el Uruguay.
Para negociar un camino de apertura democrática, después de la grave derrota que sufrió la dictadura en el plebiscito constitucional de 1980, los militares reclamaron “interlocutores válidos” de parte de los partidos políticos tradicionales. Así, la dictadura inició la desproscripción política de múltiples dirigentes políticos y preparó la celebración de elecciones internas entre las fuerzas políticas.
Estas fueron las elecciones internas de 1982, en la que participaron el Partido Colorado, el Partido Nacional y la Unión Cívica. Permanecieron proscritos los partidos de izquierda en todas sus denominaciones, por lo que el líder del Frente Amplio, el general Líber Seregni, impulsó desde la prisión el voto en blanco.
Dos días antes de las elecciones internas, el 26 de noviembre de 1982, el gobierno decretó un feriado bancario y el abandono de la medida de la “tablita” que desde 1978 preanunciaba el tipo de cambio. La medida significó una abrupta devaluación del peso uruguayo, que en pocas semanas pasó de 13 a 39 nuevos pesos. El malestar se reflejó en las urnas dos días después.
Las elecciones internas llevadas a cabo el 28 de noviembre de 1982, a padrón abierto y con voto no obligatorio, significó una nueva derrota para el régimen militar. El 60,61% de los habilitados a votar concurrieron a los comicios y dentro de todas las fuerzas políticas triunfaron los sectores opositores de la dictadura. En el Partido Colorado se consolidaron los liderazgos de Julio María Sanguinetti y Enrique Tarigo, mientras que entre los blancos se confirmó la fortaleza del líder Wilson Ferreira Aldunate, todavía en el exilio, tras el éxito de su sector, que encabezó el historiador Juan Pivel Devoto.
A partir de ese momento comenzaron a funcionar las Convenciones partidarias y se iniciaron las conversaciones con el gobierno para pautar los caminos a seguir para la salida de la dictadura. Las primeras conversaciones se llevaron a cabo entre mayo y julio de 1983 en el Parque Hotel.
El 13 de mayo de 1983 se realizó la primera reunión en un salón del Parque Hotel, a la que asistieron representantes colorados, blancos y cívicos. Pero desde la primera reunión, fue previsible que no había una negociación sino un intento de imponer la presencia militar en el futuro gobierno, por lo que las negociaciones no prosperaron.
Ya para 1983 buena parte de la sociedad uruguaya comenzaba a movilizarse; varios espacios culturales brindaron un lugar para el desarrollo de acciones de resistencia y los gremios comenzaron, paulatinamente, a reactivarse. En ese sentido el gobierno autorizó la creación de asociaciones de trabajadores por empresa, que se nucleó en el Plenario Intersindical de Trabajadores (PIT) y permitió la realización de un acto para el 1 de mayo de 1983, que resultó multitudinario. El movimiento estudiantil, por su parte, conformó la Asociación Social y Cultural de Estudiantes de la Enseñanza Pública (ASCEEP).
Hacia mediados de 1983 comenzaron los primeros apagones y caceroleos masivos como forma de expresar el repudio a la dictadura y en septiembre se realizó la “semana del estudiante” con una convocatoria altamente exitosa. En este marco de creciente movilización social fue creada la “Intersectorial” como espacio de coordinación entre los partidos políticos y las organizaciones sociales.
El 8 de octubre de ese año los partidos políticos tradicionales emitieron una declaración conjunta en la que establecieron condiciones mínimas para reiniciar las conversaciones con las Fuerzas Armadas. Pasados los meses y al no registrarse respuesta desde el gobierno, Jorge Batlle propuso la realización de un gran acto conjunto de masas para exigir en él la celebración de elecciones libres el último domingo del noviembre de 1983. Este acto se realizó el 27 de noviembre y fue llevado a cabo en los alrededores del Obelisco de Montevideo y bajo la consigna “Por un Uruguay democrático y sin exclusiones”. El conocido como Acto del obelisco fue un momento culmine de este proceso de lucha.

### Pacto del Club Naval
En julio de 1984 se reiniciaron las conversaciones entre los partidos y los militares, pero esta vez el ausente fue el Partido Nacional. La negativa de los “blancos” se debía a la reclusión a la que era sometido Wilson Ferreira Aldunate, quien había regresado al país el 16 de junio pero había sido detenido de forma inmediata. De esta manera, las negociaciones fueron llevadas adelante por el Partido Colorado, la Unión Cívica y el Frente Amplio (cuyo principal dirigente, Líber Seregni, ya había sido liberado pero se encontraba proscripto).
Como resultado de las primeras conversaciones se fueron derogando algunos de los Actos Institucionales, y se inició la liberación gradual de los presos políticos. Al mismo tiempo se anunció la desproscripción del Frente Amplio pero se mantenía ilegal al Partido Comunista.
Finalmente, el sábado 3 de agosto de 1984 a las 16:00 horas se aprobó y firmó el Acta conteniendo las así llamadas "Bases para la transición", que la historia luego recordaría como "El Pacto del Club Naval". Llamado así por el lugar donde se realizó, la sede del Club Naval ubicado en el barrio de Carrasco, Montevideo, en la Calle General French.
Se pactaron varios puntos, pero el que único que se cumplió fue en el que se estipulaba la celebración de elecciones para el 25 de noviembre de 1984.

## Candidatos

### Proclamación de candidaturas

#### Partido Colorado

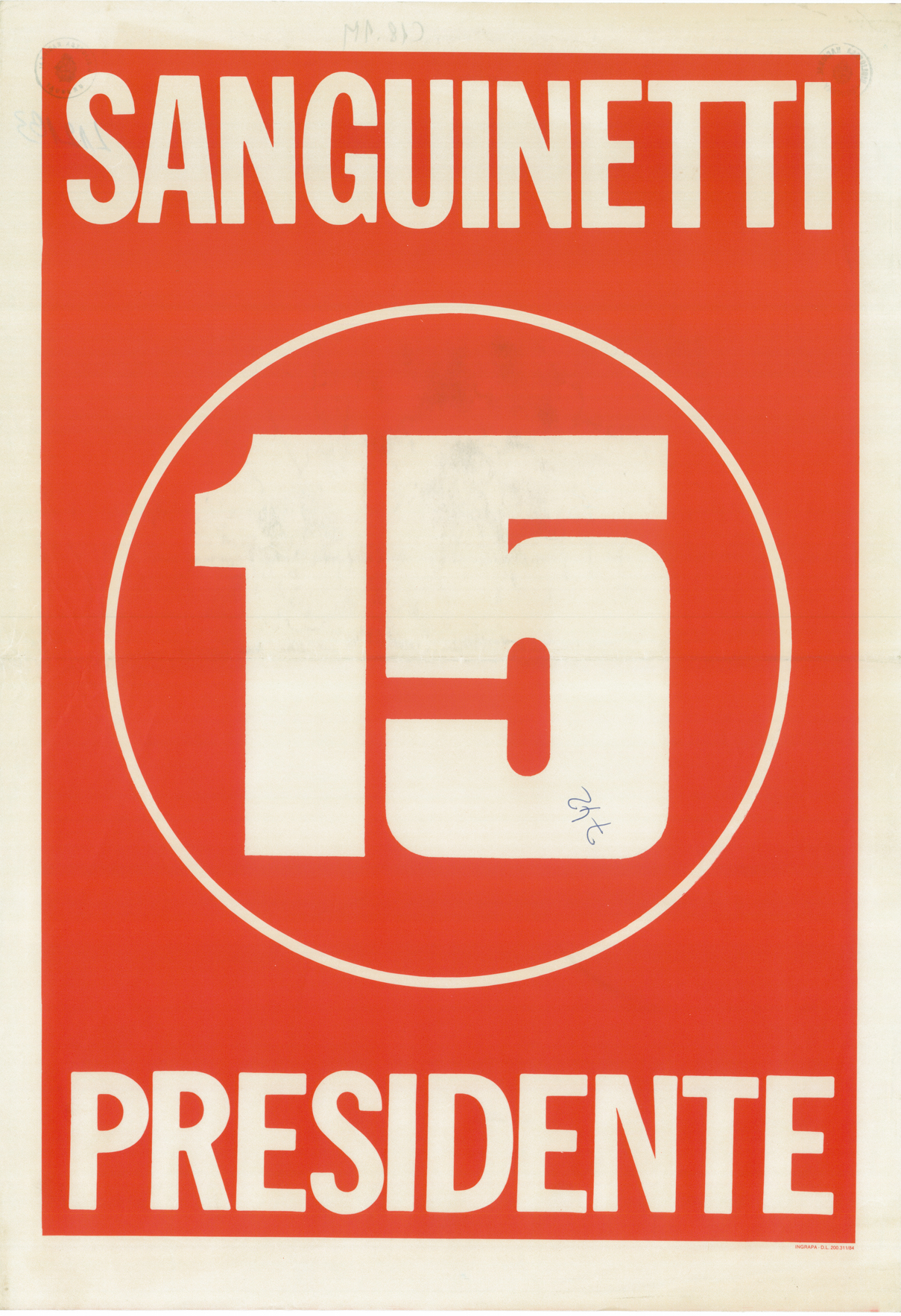
Propaganda de la Lista 15 a favor de la candidatura de Sanguinetti.

La Convención Nacional del Partido Colorado, presidida por Eduardo Paz Aguirre, proclamó oficialmente el sábado 18 de agosto de 1984 la fórmula Sanguinetti-Tarigo. También anunciándose la lista al Senado de Batllismo Unido encabezada por Jorge Batlle. A este fórmula se le añadiría en la capital la candidatura municipal de Aquiles Lanza, médico y académico, exdiputado de la lista 99 y luego director de la Oficina de Planeamiento y Presupuesto en el gobierno de Pacheco Areco.
La otra fórmula fue la de la Unión Colorada y Batllista (UCB), con el expresidente Jorge Pacheco Areco a la presidencia y Carlos Pirán a la vice. Completados con una candidatura de buena acogida a la Intendencia de Montevideo: el contador José Pedro Damiani, presidente de Peñarol.

#### Partido Nacional
La gran incógnita de las candidaturas provenía del Partido Nacional; Wilson se encontraba preso, el Partido Nacional había decidido no participar del Pacto del Club Naval y aún estaba en duda su participación en las elecciones. Wilson termina comunicándole al Directorio del Partido Nacional vía una carta del 6 de agosto su renuncia a la candidatura.

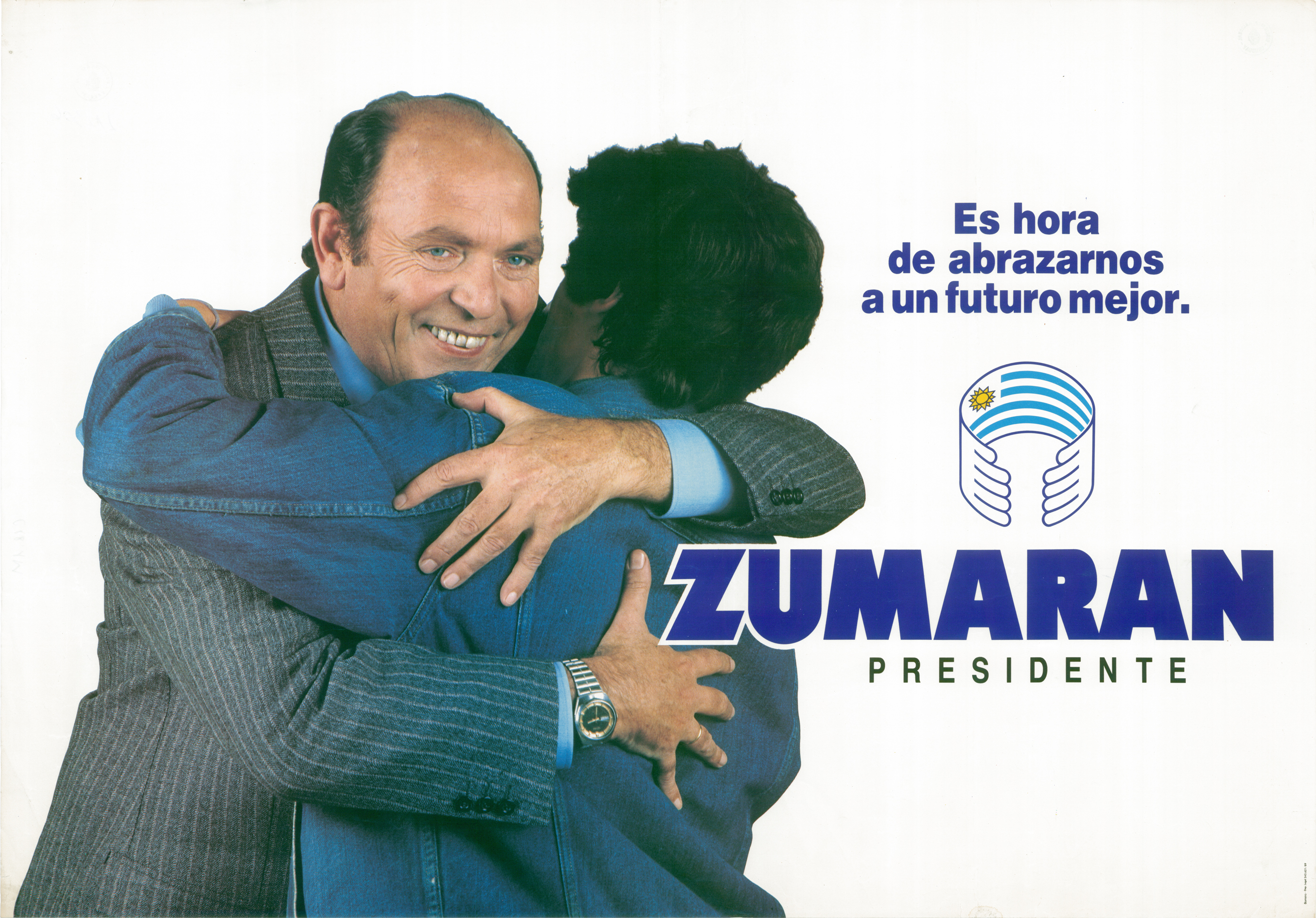
Propaganda a favor de la candidatura de Zumarán.

Fueron resueltas las otras dos candidaturas nacionalistas: una con Dardo Ortiz y Conrado Ferber Arocena, opositores a la dictadura pero de estilo moderado que no habían compartido la estrategia de Wilson; y una tercera fórmula, con tinte oficialista, integrada por Juan Carlos Paysée, intendente designado de Montevideo, junto a Cristina Maeso.
Los sectores Por la Patria, el Movimiento Nacional de Rocha y el Consejo Nacional Herrerista se encontraban en incertidumbre al respecto de la renuncia. El domingo 19 de abril se reunió la Convención en el Club Trouville, donde se leyó al carta enviada por Wilson al Directorio. Luego de varias horas, se votó: 298 por no aceptar la renuncia y 2 en contra.
Finalmente, el jueves 23 la Convención, reunida en el Palacio Peñarol, proclamó la fórmula Alberto Zumarán-Gonzalo Aguirre.

#### Frente Amplio

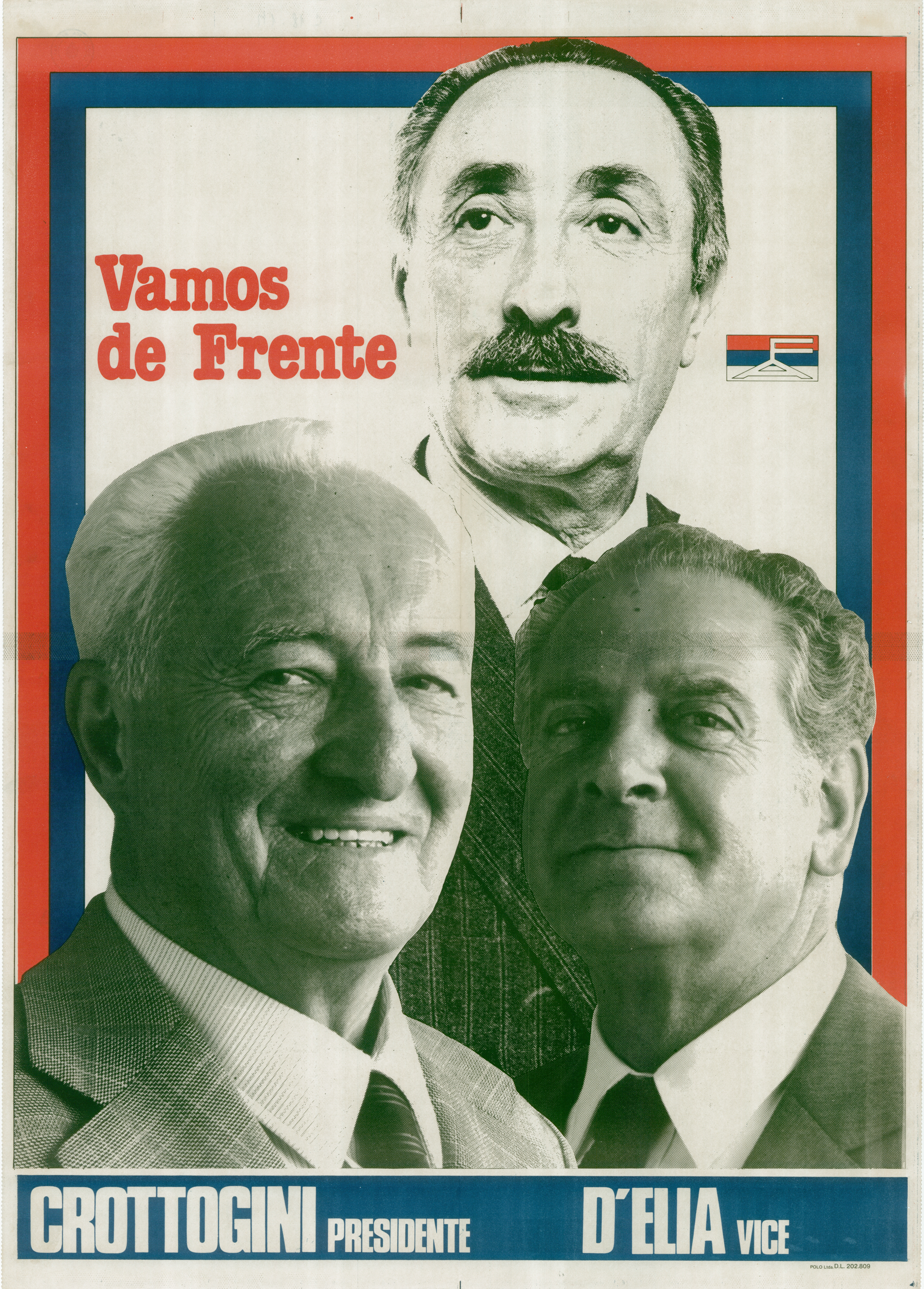
Propaganda del Frente Amplio mostrando su fórmula presidencial y a su líder proscripto, Líber Seregni.

El viernes 10 de agosto el Frente Amplio realizó una concentración en la Explanada municipal. Líber Seregni habló dos horas explicando el acuerdo del Pacto de Club Naval y propuso como candidato a la presidencia al Dr. Juan José Crottogini, médico y profesor emérito de la Universidad, que había representado al Frente estando Seregni preso, y José D'Elía, dirigente sindical, como vicepresidente.
Por otro lado, la candidatura a intendente de Montevideo dio lugar a disputas. La lista 99 proponía a Hugo Batalla, pero el comunismo lo rechazó. Se votó entonces por unanimidad al contador Danilo Astori, quien sorpresivamente declinó la postulación. Finalmente, se decidió por la candidatura del arquitecto Mariano Arana, elegido más como un técnico que como una figura política. El 8 de septiembre fueron todas las candidaturas oficialmente proclamadas.

#### Unión Cívica
Presentó a Juan Vicente Chiariano a la presidencia, que desde los años 30 se alternaba en la dirección del partido junto a Elías Regules, Joaquín Secco Illa y otras figuras, mientras que a la vicepresidencia fue Federico Slinger, ampliamente conocido por su actividad profesional y su actuación como dirigente deportivo, tanto en básquetbol como en el fútbol.

### Todas las candidaturas
En esta elección rigió el sistema de doble voto simultáneo, por el cual cada partido podía presentar candidatos simultáneos a la Presidencia. Los candidatos fueron:
| Partido / Coalición | Partido / Coalición         | Candidatos | Listas |
| --- | --------------------------- | --- | --- |
| | Partido Colorado            | Julio María Sanguinetti: uno de los actores más importantes de las negociaciones con los militares en la transición hacia la democracia; tres veces diputado y dos veces ministro antes de la dictadura, Sanguinetti se proyectó con una estatura de estadista que nadie logró igualar; con su consigna "Por un cambio en paz", logró un claro éxito. El aporte del doctor Enrique Tarigo, otro notable actor de la transición (que saltara a la notoriedad pública a partir del debate televisivo oponiéndose a la Constitución impulsada por los militares) fue decisivo. | Unidad y Reforma, Lista 15, con Jorge Batlle Ibáñez como primer senador y Antonio Marchesano a diputados;                                     |
| Libertad y Cambio, Lista 10000, novel sector de Tarigo, con destacados jóvenes como Luis Hierro López y Ope Pasquet Iribarne; | Partido Colorado            | Julio María Sanguinetti: uno de los actores más importantes de las negociaciones con los militares en la transición hacia la democracia; tres veces diputado y dos veces ministro antes de la dictadura, Sanguinetti se proyectó con una estatura de estadista que nadie logró igualar; con su consigna "Por un cambio en paz", logró un claro éxito. El aporte del doctor Enrique Tarigo, otro notable actor de la transición (que saltara a la notoriedad pública a partir del debate televisivo oponiéndose a la Constitución impulsada por los militares) fue decisivo. | |
| Corriente Batllista Independiente, Lista 89, capitaneada por Manuel Flores Silva, integrada además por Víctor Vaillant y Haniel Lamas; | Partido Colorado            | Julio María Sanguinetti: uno de los actores más importantes de las negociaciones con los militares en la transición hacia la democracia; tres veces diputado y dos veces ministro antes de la dictadura, Sanguinetti se proyectó con una estatura de estadista que nadie logró igualar; con su consigna "Por un cambio en paz", logró un claro éxito. El aporte del doctor Enrique Tarigo, otro notable actor de la transición (que saltara a la notoriedad pública a partir del debate televisivo oponiéndose a la Constitución impulsada por los militares) fue decisivo. | |
| Vanguardia Batllista, con dos listas al senado encabezadas por Juan Adolfo Singer y Amílcar Vasconcellos. | Partido Colorado            | Julio María Sanguinetti: uno de los actores más importantes de las negociaciones con los militares en la transición hacia la democracia; tres veces diputado y dos veces ministro antes de la dictadura, Sanguinetti se proyectó con una estatura de estadista que nadie logró igualar; con su consigna "Por un cambio en paz", logró un claro éxito. El aporte del doctor Enrique Tarigo, otro notable actor de la transición (que saltara a la notoriedad pública a partir del debate televisivo oponiéndose a la Constitución impulsada por los militares) fue decisivo. | |
| Jorge Pacheco Areco: acompañado por el abogado Carlos Pirán, el expresidente no tuvo un desempeño brillante en esta elección, sin embargo marcó una significativa presencia de adherentes leales. Tuvo dos listas al Senado: | Partido Colorado            | Raumar Jude, Eugenio Capeche y Pedro Cersósimo resultaron elegidos senadores por la lista oficial 123; | |
| Jorge Pacheco Areco: acompañado por el abogado Carlos Pirán, el expresidente no tuvo un desempeño brillante en esta elección, sin embargo marcó una significativa presencia de adherentes leales. Tuvo dos listas al Senado: | Partido Colorado            | Alfredo Silvera Lima encabezó otra lista senatorial, que no obtuvo banca. | |
| | Partido Nacional            | Alberto Zumarán: en fórmula con el doctor Gonzalo Aguirre Ramírez. En espíritu, sustituían a la fórmula Wilson Ferreira Aldunate-Carlos Julio Pereyra de 1971, y de hecho, también igualaron su votación. Esta agrupación se presentó ante la ciudadanía con un neto perfil opositor a la dictadura. Tres listas al Senado apoyaron a esta fórmula. | "Adelante con fe", formada por políticos de Por la Patria y el Movimiento Nacional de Rocha; fue encabezada por Pereyra y obtuvo ocho bancas; |
| "Consejo Nacional Herrerista", del ascendente Luis Alberto Lacalle, quien inició una exitosa etapa de su carrera política; obtuvo dos bancas; | Partido Nacional            | Alberto Zumarán: en fórmula con el doctor Gonzalo Aguirre Ramírez. En espíritu, sustituían a la fórmula Wilson Ferreira Aldunate-Carlos Julio Pereyra de 1971, y de hecho, también igualaron su votación. Esta agrupación se presentó ante la ciudadanía con un neto perfil opositor a la dictadura. Tres listas al Senado apoyaron a esta fórmula. | |
| Carlos Garat encabezó una tercera lista que no obtuvo banca. | Partido Nacional            | Alberto Zumarán: en fórmula con el doctor Gonzalo Aguirre Ramírez. En espíritu, sustituían a la fórmula Wilson Ferreira Aldunate-Carlos Julio Pereyra de 1971, y de hecho, también igualaron su votación. Esta agrupación se presentó ante la ciudadanía con un neto perfil opositor a la dictadura. Tres listas al Senado apoyaron a esta fórmula. | |
| Dardo Ortiz: llevó por compañero de fórmula a Conrado Ferber Arocena. El veterano exministro y dirigente porlapatrista se distanció del wilsonismo y abrió su propio espacio, de clara raíz conservadora, acompañado por viejos caudillos herreristas como Bari González, Jorge Silveira Zavala y Alejandro Zorrilla de San Martín, más el aporte del joven y ascendente intendente maragato Juan Chiruchi. Con una sobria imagen, logró una banca en el Senado. | Partido Nacional            | | |
| Juan Carlos Payssé: el intendente de Montevideo fue acompañado por la doctora Cristina Maeso; obtuvieron una magra votación. | Partido Nacional            | | |
| | Frente Amplio               | Juan José Crottogini, anteriormente candidato a la vicepresidencia, sustituyó a Líber Seregni, impedido de postularse, y fue acompañado por el veterano dirigente sindical José D'Elia. Con cinco listas al Senado, prácticamente reprodujeron la votación de 1971. | Lista 99, encabezada por Hugo Batalla, Enrique Martínez Moreno y Luis Alberto Senatore, resultando los tres electos.                          |
| Lista 90 del Partido Socialista del Uruguay, que obtuvo una banca para José Pedro Cardoso. | Frente Amplio               | Juan José Crottogini, anteriormente candidato a la vicepresidencia, sustituyó a Líber Seregni, impedido de postularse, y fue acompañado por el veterano dirigente sindical José D'Elia. Con cinco listas al Senado, prácticamente reprodujeron la votación de 1971. | |
| Lista 10001, encabezada por Germán Araújo y Francisco Rodríguez Camusso, resultando los dos electos. | Frente Amplio               | Juan José Crottogini, anteriormente candidato a la vicepresidencia, sustituyó a Líber Seregni, impedido de postularse, y fue acompañado por el veterano dirigente sindical José D'Elia. Con cinco listas al Senado, prácticamente reprodujeron la votación de 1971. | |
| Lista 808 del Partido Demócrata Cristiano del Uruguay, encabezada por Juan Young, no obtuvo banca. | Frente Amplio               | Juan José Crottogini, anteriormente candidato a la vicepresidencia, sustituyó a Líber Seregni, impedido de postularse, y fue acompañado por el veterano dirigente sindical José D'Elia. Con cinco listas al Senado, prácticamente reprodujeron la votación de 1971. | |
| Lista IDI, encabezada por Alba Roballo, no obtuvo banca. | Frente Amplio               | Juan José Crottogini, anteriormente candidato a la vicepresidencia, sustituyó a Líber Seregni, impedido de postularse, y fue acompañado por el veterano dirigente sindical José D'Elia. Con cinco listas al Senado, prácticamente reprodujeron la votación de 1971. | |
| | Unión Cívica                | Juan Vicente Chiarino: acompañado en la fórmula por el contador Federico Slinger. Respecto de 1971 tuvieron una interesante recuperación en votos, la cual, sin embargo, fue atribuible a un traspaso de votos desde el Partido Nacional. | |
| | Partido de los Trabajadores | Juan Vital Andrada - Alicia Santa María Charuti | |
| | Partido Unión Patriótica    | Néstor Bolentini - Nelly Margarita Pérez de Lima | |
| | Convergencia Socialista     | Carlos Ceriotti - Atilio Presa | |

## La Campaña

### Debates
La campaña electoral estuvo significativamente influenciada por los programas televisivos, donde la sociedad uruguaya observaba la imagen de los candidatos debatiendo después de tantos años.

#### "En vivo y en directo"
Incluso antes de la formalización de las candidaturas, ocurrió un programa vital para la futura campaña oficial. 
El 9 de agosto se transmitió una discusión al respecto de lo pactado en el Pacto de Club Naval, a seis días de su formalización, en el programa En vivo y en directo que conducía Néber Araujo en Canal 12. Estaban presentes tres representantes "acuerdistas": Sanguinetti, Ciganda y Young, y tres impugnadores nacionalistas: Alembert Vaz, Alberto Zumarán y Guillermo García Costa.
Alembert Vaz introdujo en el debate una carta de Wilson destinada al historiador Juan Pivel. La carta no estaba destinada a su divulación, pero Vaz sorprendió con su lectura, incluso a compañeros de bancada.

En ella, dijo Wilson:
Cuando estos episodios puedan ser juzgados con alguna serenidad, se verá con claridad que todo reposó sobre una increíble ceguera y falta de sentido de realidad. Fuerzas Armadas y dialogantes buscaron, ¿por qué dudarlo? una salida que consagrara un "ni vencidos, ni vencedores". Pero cerraron deliberadamente los ojos ante la evidencia de que el camino que eligieron significaba elegir un vencido en el Partido Nacional.
Sobre el Club Naval era rotundo:
Ahora... cuando entramos a decir nuestra posición sobre el pacto Medina-Sanguinetti, los argumentos decisivos ya no son simplemente los que nos llevaron a no acudir a la Comaspo y al Club Naval. No es que hayan perdido validez, sino que aparecer razones mucho más importantes todavía, porque el pacto compromete, y muy gravemente, todo el futuro democrático del país.
La carta terminaba previendo un futuro turbulento para el país. 
Seriamente, ¿cree alguien que el Uruguay podrá enfrentar los tremendos problemas que hoy sufre, dejando de lado, "con la marca ardiendo" a medio país? ¿O iniciar una nueva etapa de su vida institucional con ese medio país negando la legitimidad al régimen que se pretende implantar? El Partido Nacional no está obligado por el pacto. No por no haber sido parte en la negociación, sino simplemente por deber republicano. El acto institucional que pudiera dictarse será tan nulo y quizás más nulo que los anteriores.
Terminada la lectura, larga y pormenorizada, el conductor anunció el corte y que se retomaría tras los comerciales, pero Sanguinetti vehemente anunció que contestaría en el momento de forma inmediata:
Nadie prescindió del Partido Nacional. El Partido Nacional se marginó. No quiso participar. ¿Que tuvo que soportar condiciones difíciles? Por supuesto. También un día negociamos, el Partido Nacional y nosotros, con Seregni preso y con el Frente afuera, y negociamos. ¿Por qué? Porque estábamos en una dictadura; para tratar de salir, para buscar una salida. ¿Que no habrá estabilidad? ¿Y qué quiere decir eso? ¿Está amenazando? El nuevo régimen, la legitimidad del nuevo régimen, va depender de lo que vote la gente. Y si acá hay un 70% de votos positivos, acá esto es legítimo nos guste o no nos guste a ninguno de nosotros […] Habla del Pacto Medina-Sanguinetti. ¿Qué tendría que decir yo, entonces, del pacto Álvarez-Ferreira, que él intentó y que fue el profesor Pivel Devoto, infortunadamente enviado a proponerlo a los comandantes en jefe, como lo hizo y lo sabe el país entero? Si eso es falso, como los señores agravian, ¿Qué es esto entonces del Pacto Medina-Sanguinetti?
Posteriormente, así defendió Sanguinetti la legitimidad de la solución:
Esta solución será discutible políticamente, pero es una solución y es una salida y es una solución también para el señor Ferreira, porque él no propone ninguna otra. […] La legitimidad ni la va a dar el señor Ferreira ni ninguno de los que estamos acá. La va a dar el pueblo. […]
Según Neber Araújo, este momento fue decisivo para inclinar la campaña a favor de la tesis colorada y la candidatura de Sanguinetti, cuyo lema de campaña fue "el cambio en paz".

#### Debate Zumarán-Sanguinetti

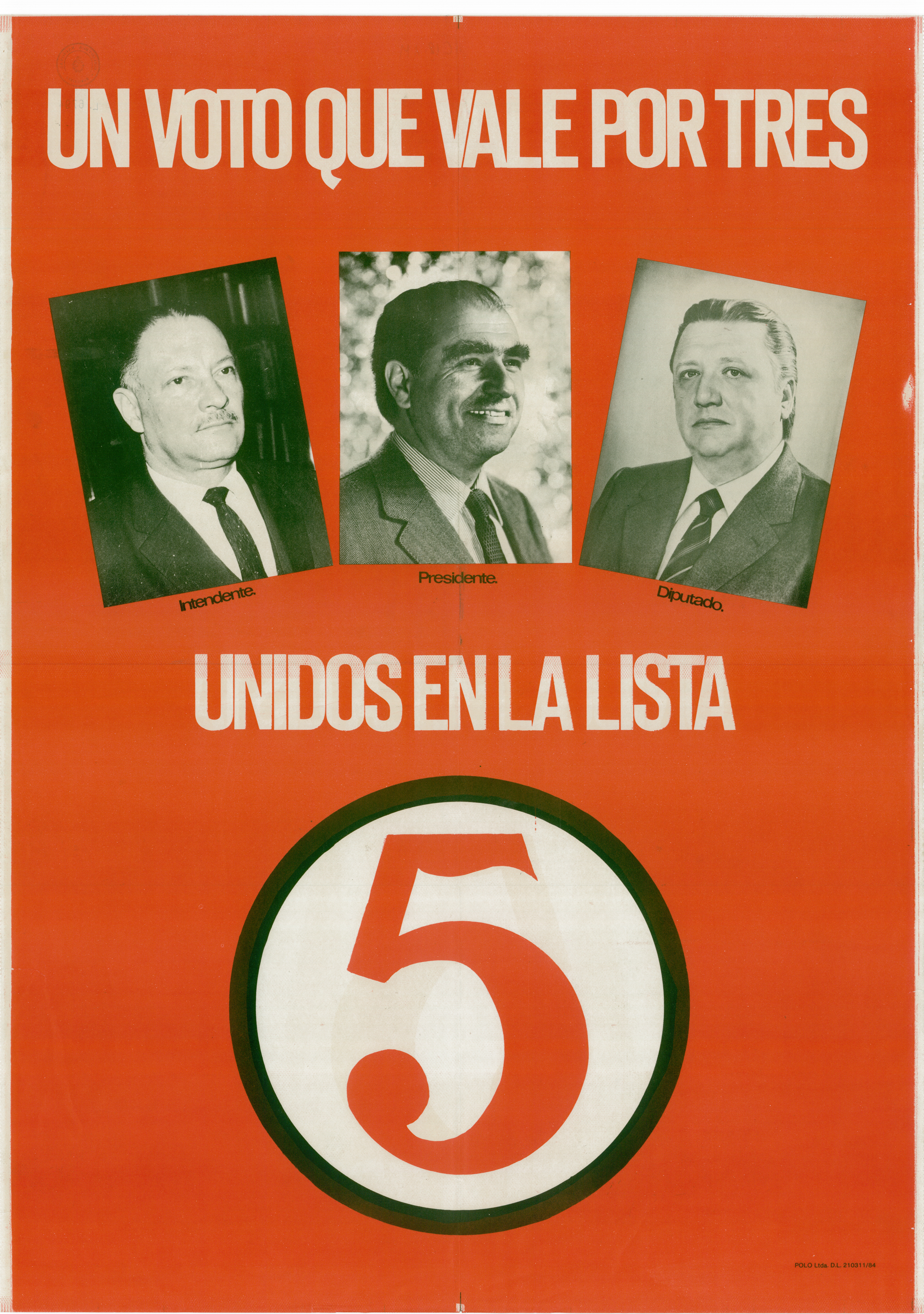
Propaganda de la lista 5 (Vanguardia Batllista). Amílcar Vasconcellos como candidato a intendente de Montevideo y Washington Cataldi como candidato a diputado de Montevideo.

El 26 de agosto sucedió un debate entre Zumarán y Sanguinetti, en el programa televisivo Prioridad de Canal 10, conducido por Omar Defeo y Ángel María Luna.
En aquel intercambio Zumarán leyó una carta de Wilson impugnado el acuerdo del Club Naval y ratificó la idea de que si ganara la elección convocaría a otra sin exclusiones. Esto fue impugnado por Sanguinetti, considerando que era una falta de respeto al voto ciudadano, un riesgo institucional mayúsculo y algo imposible, porque para hacer otra elección se requeriría una reforma constitucional. Aseguró, a la inversa, que el Partido Colorado apoyaría a Zumarán si fuera el nuevo presidente.

### La Conapro

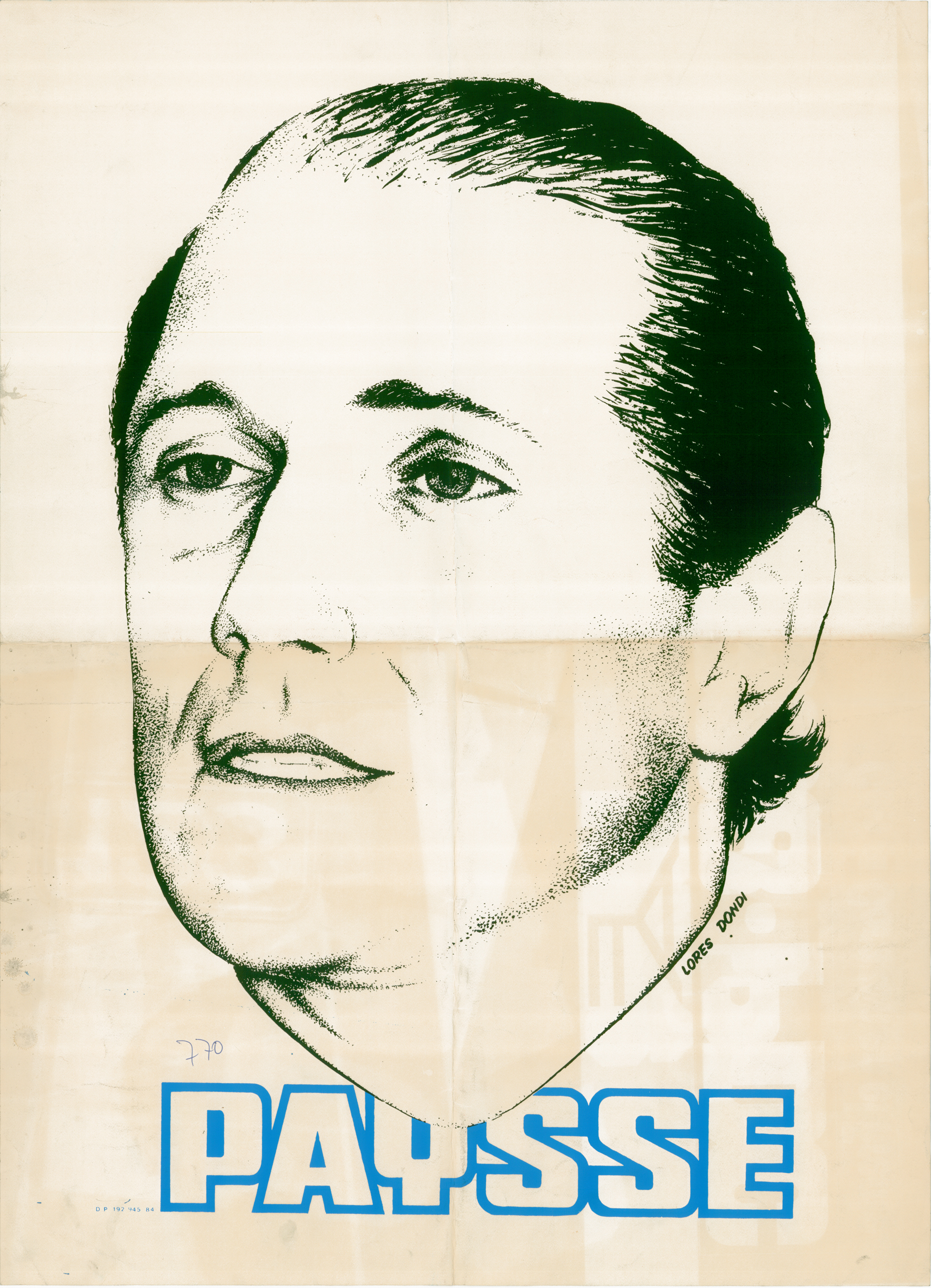
Propaganda de Juan Carlos Payseé, entonces Intendente de Montevideo, candidato a presidente por el Partido Nacional.

Cuando el Partido Nacional manifiesta voluntad de participar en la elección, loa ya existentes órgano que agrupaban distintos partidos políticos participantes como la Multipartidaria y la Intersectorial se ampliaron sumando también a agrupaciones de trabajo como la Cámara de Industrias, la Cámara de Construcción, la Asociación y Federación Rural, etc.
Al grupo se le llamó Concertación Nacional Programática (Conapro) y anunció la configuración de una Mesa Ejecutiva en un acto en la Asociación de Bancarios. Eran 27 delegados de 11 organizaciones, no era un órgano de carácter institucional y sus decisiones no obligaban formalmente a ninguno de sus miembros, pero poseyó un importante grado de legitimidad en la opinión pública y los diversos actores participantes asumieron el compromiso de honrar los acuerdos alcanzados.
Nada más instalarse los primeros reclamos vinieron del sector agrario, con relación a su endeudamiento y las eventuales ejecuciones en curso. A la vez, la coyuntura se mezclaba con el futuro y con el reclamo salarial que los sindicatos hacían a las gremiales empresariales. Un primer acuerdo fue asegurar que los depósitos bancarios en moneda extranjera estaban garantizados, lo que se materializó en una declaración conjunta de los cuatro candidatos (Crottogini, Chiarino, Sanguinetti y Zumarán). No obstante, no hubo acuerdo en lo que respecta a las amnistías y en la educación, pues el Frente Amplio procuraba borrar la ley de 1973, mientras que el Partido Colorado seguía defendiendo la estructura de un órgano jerárquico superior que subordinara a la enseñanza primaria, secundaria y técnica.

### El regreso de exiliados
A lo largo de las semanas fueron retornado al país figuras populares, fundamentalmente artistas de izquierda. Alfredo Zitarrosa había vuelto el 31 de marzo, recibiendo una masiva bienvenida en el aeropuerto. Daniel Viglietti llegó en agosto y se presentó en un recital en el Estado Luis Franzini, con banderas frentistas. Atahualpa del Cioppo, con 80 años, volvió tras ocho años en México. La mayor novedad política fue el regreso de Rodney Arismendi, el indiscutido líder comunista. Presente de inmediato en la campaña, marcó un polo distinto adentro de un Frente en que Seregni concentraba el liderazgo.

### Campaña de Pacheco
Mientras los demás candidatos realizaban una intensa actividad, el expresidente Pacheco se vio impedido de moverse por una fuerte afección en la columna, permaneciendo internado en la Asociación Española por más de un mes y recién retornando a la actividad sobre el final de la campaña.

### Operación de Sanguinetti
A mediados de octubre Sanguinetti se realizó un examen médico ante molestias abdominales, resultando ser una apendicitis retrocecal, por lo que fue operado y permaneció una semana en descanso.

### Discusión sobre la nacionalización de la banca
Los frenteamplistas Danilo Astori y Walter Cancela calificaron como "continuista" la posición del Partido Colorado de aumentar los contralores sobre la banca privada, sin avanzar hacia su estatización. En cambio, el contador Alberto Couriel, que representaba al Frente Amplio en la Conapro, se afilió a la tesis de acentuar los contralores porque en las condiciones del país en ese momento no era posible encarar una nacionalización. A esta tesis adhirieron los técnicos de todos los partidos en la Conapro. Este tema también generó debates en la interna del Partido Nacional, entre posturas más moderadas y más radicales. Lo mismo pasó con la reforma agraria, que en el correr de la campaña Zumarán cambió a un "cambio de estructuras agrarias".

### Abandono de la lucha armada
La agencia alemana Deutsche Presse-Agentur difundió el 19 de octubre unas declaraciones de Victoriano Sendic, hermano del líder tupamaro Raúl Sendic, anunciando que éste le había informado de su decisión de abandonar la lucha armada e incorporarse a la vida política. Tanto Crottogini, como Chiarino, Sanguinetti y Zumarán saludaron como positiva esta declaración.

## Fórmulas ganadoras dentro de sus Partidos

### Partido Colorado
|                         |                            |
|                         |                            |
| Julio María Sanguinetti | Enrique Tarigo             |
| Candidato a Presidente  | Candidato a Vicepresidente |
|                         |                            |

### Partido Nacional
|                        |                            |
|                        |                            |
| Alberto Zumarán        | Gonzalo Aguirre            |
| Candidato a Presidente | Candidato a Vicepresidente |
|                        |                            |

### Frente Amplio
|                        |                            |
|                        |                            |
| Juan José Crottogini   | José D'Elía                |
| Candidato a Presidente | Candidato a Vicepresidente |
|                        |                            |

### Unión Cívica
|                        |                            |
|                        |                            |
| Juan Vicente Chiariano | Federico Slinger           |
| Candidato a Presidente | Candidato a Vicepresidente |
|                        |                            |

## Resultados oficiales

### Resultados a nivel nacional
| Partido político / Coalición   | Fórmula presidencial                      | Votos al candidato                       | Porcentaje en el total                   | Votos al partido | Porcentaje | Senadores | Diputados | Resultado        |
| ------------------------------ | ----------------------------------------- | ---------------------------------------- | ---------------------------------------- | ---------------- | ---------- | --------- | --------- | ---------------- |
| Partido Colorado               | Julio María Sanguinetti - Enrique Tarigo  | 592.061                                  | 30,67%                                   | 777.701          | 40,28%     | 13/30     | 41/99     | Fórmula ganadora |
| Partido Colorado               | Jorge Pacheco Areco - Carlos Pirán        | 183.801                                  | 9,52%                                    | 777.701          | 40,28%     | 13/30     | 41/99     |                  |
| Partido Colorado               | Adj. al lema                              | 1.839                                    | 0,10%                                    | 777.701          | 40,28%     | 13/30     | 41/99     |                  |
| Partido Nacional               | Alberto Zumarán - Gonzalo Aguirre Ramírez | 554.443                                  | 28,71%                                   | 660.773          | 34,22%     | 11/30     | 35/99     |                  |
| Partido Nacional               | Dardo Ortiz - Conrado Ferber Arocena      | 83.237                                   | 4,31%                                    | 660.773          | 34,22%     | 11/30     | 35/99     |                  |
| Partido Nacional               | Juan Carlos Payssé - Cristina Maeso       | 21.644                                   | 1,12%                                    | 660.773          | 34,22%     | 11/30     | 35/99     |                  |
| Partido Nacional               | Adj. al lema                              | 1.449                                    | 0,08%                                    | 660.773          | 34,22%     | 11/30     | 35/99     |                  |
| Frente Amplio                  | Juan José Crottogini - José D'Elía        | Juan José Crottogini - José D'Elía       | Juan José Crottogini - José D'Elía       | 401.104          | 20,77%     | 6/30      | 21/99     |                  |
| Unión Cívica                   | Juan Vicente Chiarino - Federico Slinger  | Juan Vicente Chiarino - Federico Slinger | Juan Vicente Chiarino - Federico Slinger | 45.841           | 2,37%      | 0/30      | 2/99      |                  |
| Partido de los Trabajadores    | Juan Vital Andrada - Alicia Santa María   | Juan Vital Andrada - Alicia Santa María  | Juan Vital Andrada - Alicia Santa María  | 488              | 0,03%      | 0/30      | 0/99      |                  |
| Unión Patriótica               | Néstor Bolentini - Nelly Pérez de Lima    | Néstor Bolentini - Nelly Pérez de Lima   | Néstor Bolentini - Nelly Pérez de Lima   | 302              | 0,02%      | 0/30      | 0/99      |                  |
| Convergencia Socialista        | Carlos Ceriotti - Atilio Presa            | Carlos Ceriotti - Atilio Presa           | Carlos Ceriotti - Atilio Presa           | 153              | 0,01%      | 0/30      | 0/99      |                  |
| Votos en blanco                | Votos en blanco                           | Votos en blanco                          | Votos en blanco                          | 28.082           | 1,45%      | 1,45%     | 1,45%     | 1,45%            |
| Votos anulados                 | Votos anulados                            | Votos anulados                           | Votos anulados                           | 16.487           | 0,85%      | 0,85%     | 0,85%     | 0,85%            |
| Total de votos emitidos        | Total de votos emitidos                   | Total de votos emitidos                  | Total de votos emitidos                  | 1.930.931        | 1.930.931  | 1.930.931 | 1.930.931 | 1.930.931        |
| Total de electores habilitados | Total de electores habilitados            | Total de electores habilitados           | Total de electores habilitados           | 2.197.503        | 2.197.503  | 2.197.503 | 2.197.503 | 2.197.503        |

Corte Electoral

### Resultados por departamento
| Departamento                          | PC      | PC     | PN      | PN     | FA      | FA     | UC     | UC    | PT    | PT    | PUP   | PUP   | Conv. | Conv. | Válidos   | Blancos | Anulados | Total     |
| Departamento                          | Votos   | %      | Votos   | %      | Votos   | %      | Votos  | %     | Votos | %     | Votos | %     | Votos | %     | Válidos   | Blancos | Anulados | Total     |
| ------------------------------------- | ------- | ------ | ------- | ------ | ------- | ------ | ------ | ----- | ----- | ----- | ----- | ----- | ----- | ----- | --------- | ------- | -------- | --------- |
| Montevideo                            | 318.588 | 36,04% | 297.490 | 27,05% | 239.080 | 33,65% | 27.953 | 3,16% | 488   | 0,06% | 249   | 0,03% | 153   | 0,02% | 884.001   | 7.499   | 6.998    | 898.448   |
| Canelones                             | 89.223  | 45,39% | 72.222  | 36,75% | 30.978  | 15,78% | 4.086  | 2,08% | —     | —     | —     | —     | —     | —     | 196.509   | 2.333   | 3.274    | 202.116   |
| Maldonado                             | 27.622  | 46,81% | 23.011  | 38,99% | 6.683   | 11,33% | 1.693  | 2,87% | —     | —     | —     | —     | —     | —     | 59.009    | 1.009   | 532      | 605.550   |
| Rocha                                 | 22.157  | 52,07% | 17.076  | 40,13% | 2.809   | 6,61%  | 508    | 1,19% | —     | —     | —     | —     | —     | —     | 42.550    | 664     | 259      | 43.473    |
| Treinta y Tres                        | 13.100  | 44,63% | 14.457  | 49,25% | 1.643   | 5,60%  | 155    | 0,52% | —     | —     | —     | —     | —     | —     | 29.355    | 729     | 114      | 30.198    |
| Cerro Largo                           | 19.994  | 40,58% | 25.769  | 52,30% | 3.126   | 6,34%  | 386    | 0,78% | —     | —     | —     | —     | —     | —     | 49.275    | 811     | 487      | 50.573    |
| Rivera                                | 27.629  | 50,34% | 23.345  | 42,53% | 3.540   | 6,45%  | 377    | 0,68% | —     | —     | —     | —     | —     | —     | 54891     | 1.497   | 289      | 56.677    |
| Artigas                               | 20.675  | 55,06% | 14.391  | 38,32% | 2.291   | 6,10%  | 194    | 0,52% | —     | —     | —     | —     | —     | —     | 37.551    | 764     | 339      | 38.654    |
| Salto                                 | 33.295  | 50,72% | 24.699  | 37,63% | 6.725   | 10,25% | 887    | 1,35% | —     | —     | 34    | 0,05% | —     | —     | 65.640    | 1.501   | 489      | 67.630    |
| Paysandú                              | 25.939  | 41,55% | 26.257  | 42,06% | 9.073   | 14,86% | 1.164  | 1,86% | —     | —     | —     | —     | —     | —     | 62.433    | 1.729   | 373      | 64.535    |
| Río Negro                             | 15.681  | 54,13% | 10.382  | 35,84% | 2.764   | 9,54%  | 141    | 0,49% | —     | —     | —     | —     | —     | —     | 28.968    | 507     | 237      | 29.712    |
| Soriano                               | 24.102  | 44,44% | 23.396  | 43,14% | 5.672   | 10,46% | 1.042  | 1,92% | —     | —     | 19    | 0,04% | —     | —     | 54.231    | 850     | 333      | 55.414    |
| Colonia                               | 33.388  | 43,28% | 33.397  | 43,29% | 9.312   | 12,06% | 1,055% | 1,37% | —     | —     | —     | —     | —     | —     | 77.152    | 1.117   | 653      | 78.922    |
| San José                              | 20.374  | 37,76% | 24.535  | 45,46% | 5.880   | 10,89% | 3.181  | 5,89% | —     | —     | —     | —     | —     | —     | 53.970    | 2.174   | 600      | 56.744    |
| Flores                                | 6.928   | 41,86% | 8.415   | 50,85% | 811     | 4,90%  | 396    | 2,39% | —     | —     | —     | —     | —     | —     | 16.550    | 565     | 74       | 17.189    |
| Florida                               | 20.500  | 47,12% | 18.384  | 42,25% | 3.977   | 9,14%  | 647    | 1,49% | —     | —     | —     | —     | —     | —     | 43.508    | 624     | 406      | 44.538    |
| Durazno                               | 14.238  | 41,60% | 17.715  | 51,64% | 1.843   | 5,37%  | 512    | 1,49% | —     | —     | —     | —     | —     | —     | 34.308    | 1.218   | 284      | 35.810    |
| Lavalleja                             | 21.039  | 48,01% | 19.861  | 45,31% | 2.251   | 5,14%  | 678    | 1,54% | —     | —     | —     | —     | —     | —     | 43.829    | 947     | 234      | 45.010    |
| Tacuarembó                            | 23.229  | 44,13% | 24.381  | 46,32% | 4.236   | 8,05%  | 786    | 1,50% | —     | —     | —     | —     | —     | —     | 52.632    | 1.594   | 512      | 54.738    |
| Total                                 | 777.701 | 40,28% | 660.773 | 34,22% | 401.104 | 20,77% | 45.841 | 2,37% | 488   | 0,03% | 302   | 0,02% | 153   | 0,01% | 1.886.362 | 28.082  | 16.487   | 1.930.931 |
| Fuente: Elecciones Nacionales de 1984 |         |        |         |        |         |        |        |       |       |       |       |       |       |       |           |         |          |           |

## Reacción a los resultados
El domingo 25 de noviembre fue una jornada clásica de elección. A medianoche comenzó a vislumbrarse el triunfo colorado en el país y a las tres de la mañana estaba claro el resultado. Una hora después, en la Sala de la Convención de la Casa del Partido Colorado estaba comenzando a hablar el presidente electo cuando Zumarán llega a reconocer la victoria de Sanguinetti y Tarigo y a rubricar, con un abrazo, la concordancia cívica. El gesto de Zumarán fue tapa de todos los diarios, y la foto fue titulada por El Diario con un: "¡Qué lindo es ser uruguayo!".

## Elecciones municipales

Resultados finales de las elecciones departamentales de 1984:
Partido Colorado
Partido Nacional

Simultáneamente se realizaron las elecciones de 19 Intendentes Municipales y las correspondientes Juntas Departamentales. En esta elección salieron electos doce intendentes colorados (de los cuales, once pertenecían al Batllismo y uno era pachequista) y siete blancos (seis de ellos de la alianza entre Por la Patria y el Movimiento de Rocha, y uno afín al movimiento liderado por Dardo Ortiz).

### Artigas
Artigas siempre fue un departamento con fuerte presencia del Partido Colorado. Luis Eduardo Juan resultó ungido ganador por dicho partido.

### Canelones
Un departamento con tradicional mayoría colorada, eligió a Tabaré Hackenbruch, que superó las candidaturas de Orlando Virgili y Pío Eugenio Capeche.

### Cerro Largo
Departamento de larga tradición blanca; fue elegido Rodolfo Nin Novoa del Movimiento Nacional de Rocha.

### Colonia
Ganó Raúl Bianchi, candidato del Partido Nacional. A apenas 16 votos quedó el Partido Colorado encabezado por Jorge Sanguinetti.

### Durazno
Departamento de larga tradición blanca, eligió a Luis Hugo Apolo.

### Flores
Otro departamento de prolongada tradición blanca, eligió a Walter Echeverría.

### Florida
Ganó el colorado Augusto Montesdeoca.

### Lavalleja
Ganó el Partido Colorado de la mano de Daoíz Librán Bonino. Hasta la fecha es el único intendente colorado que tuvo el departamento. Con su última candidatura en el año 2000, el Partido Colorado obtuvo la mayor cantidad de ediles en los últimos 10 años.

### Maldonado
Fue elegido Benito Stern, perteneciente al Partido Colorado; por este mismo partido también se postularon el ex intendente Gilberto Acosta Arteta y el pachequista Francisco Pons. Los blancos postularon a Miguel Ángel Galán, Velarde González, Francisco Salazar y Domingo Burgueño. El candidato del Frente Amplio fue José Néstor Agustoni, mientras que la Unión Cívica postuló a José Alberto Vilariño.

### Montevideo

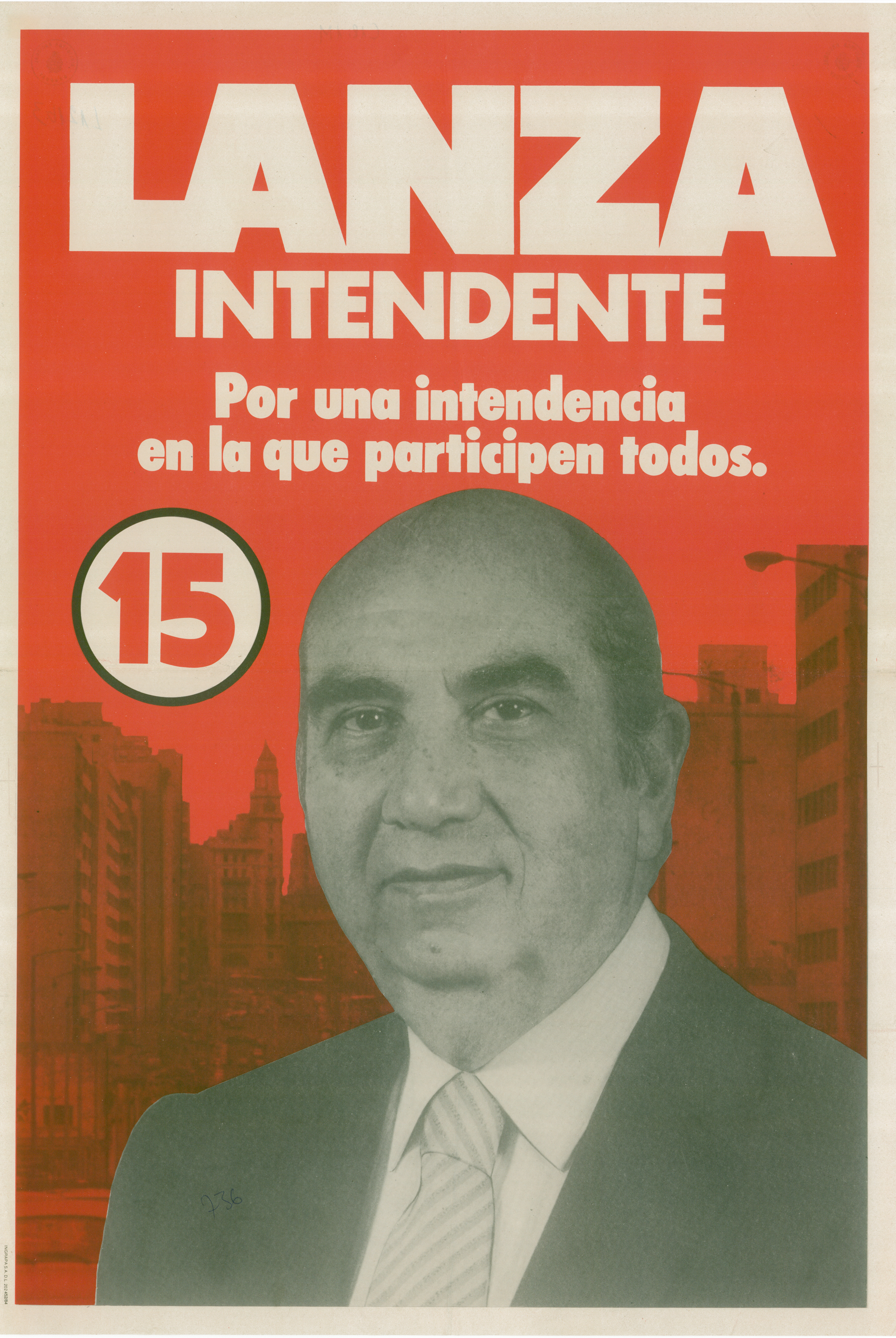
Propaganda política a favor de la candidatura de intendente de Montevideo del quincista Aquiles Lanza, ganador de las elecciones municipales.

Siguiendo su tradición de mayoría colorada, Montevideo eligió a Aquiles Lanza del batllismo; hubo otros dos postulantes colorados, el batllista Amílcar Vasconcellos y el pachequista José Pedro Damiani. A pocos votos de ganar estuvo el Frente Amplio, que postuló al arquitecto Mariano Arana. El Partido Nacional había postulado a Uruguay Tourné, Germán Arias y Gustavo Nicolich. La cuarta fuerza política fue la Unión Cívica, que presentó como candidato al arquitecto Mario Facello.

### Paysandú
El colorado Walter Belvisi, quien fue intendente durante la dictadura, fue elegido con una arrolladora votación.

### Río Negro
Fue elegido el colorado Mario Carminatti.

### Rivera
El coloradismo eligió a Altivo Estévez.

### Rocha
El único departamento en elegir un intendente pachequista, Adauto Puñales.

### Salto
Ganó el colorado Eduardo Malaquina.

### San José
Resultó elegido el nacionalista Juan Chiruchi, quien había sido intendente nombrado por la dictadura.

### Soriano
Ganó el colorado Emilio Martino.

### Tacuarembó
Un departamento de larga tradición blanca, eligió a Sergio Chiesa.

### Treinta y Tres
Históricamente blanco, eligió al rochano Wilson Elso Goñi.